# シロギニアヤム
シロギニアヤム（Kokoro、Dioscorea rotundata） は ヤムの一種で、ナイジェリア西部やベナン、トーゴに豊富に分布する。 
ヨルバ人などの耕地を圧迫する民族により広く栽培されていること、荒廃した土壌で唯一収量の良いヤムイモであることから、古代から栽培されてきたと考えられている。 現代では、ヤムチップスの取引が拡大していることから、シロギニアヤムの重要性が高まっている。  また、シロギニアヤムは、皮をむいて乾燥させたヤムを作るのに欠かせないものとなっている。 